# Lorenzo IV Suárez de Figueroa y Córdoba

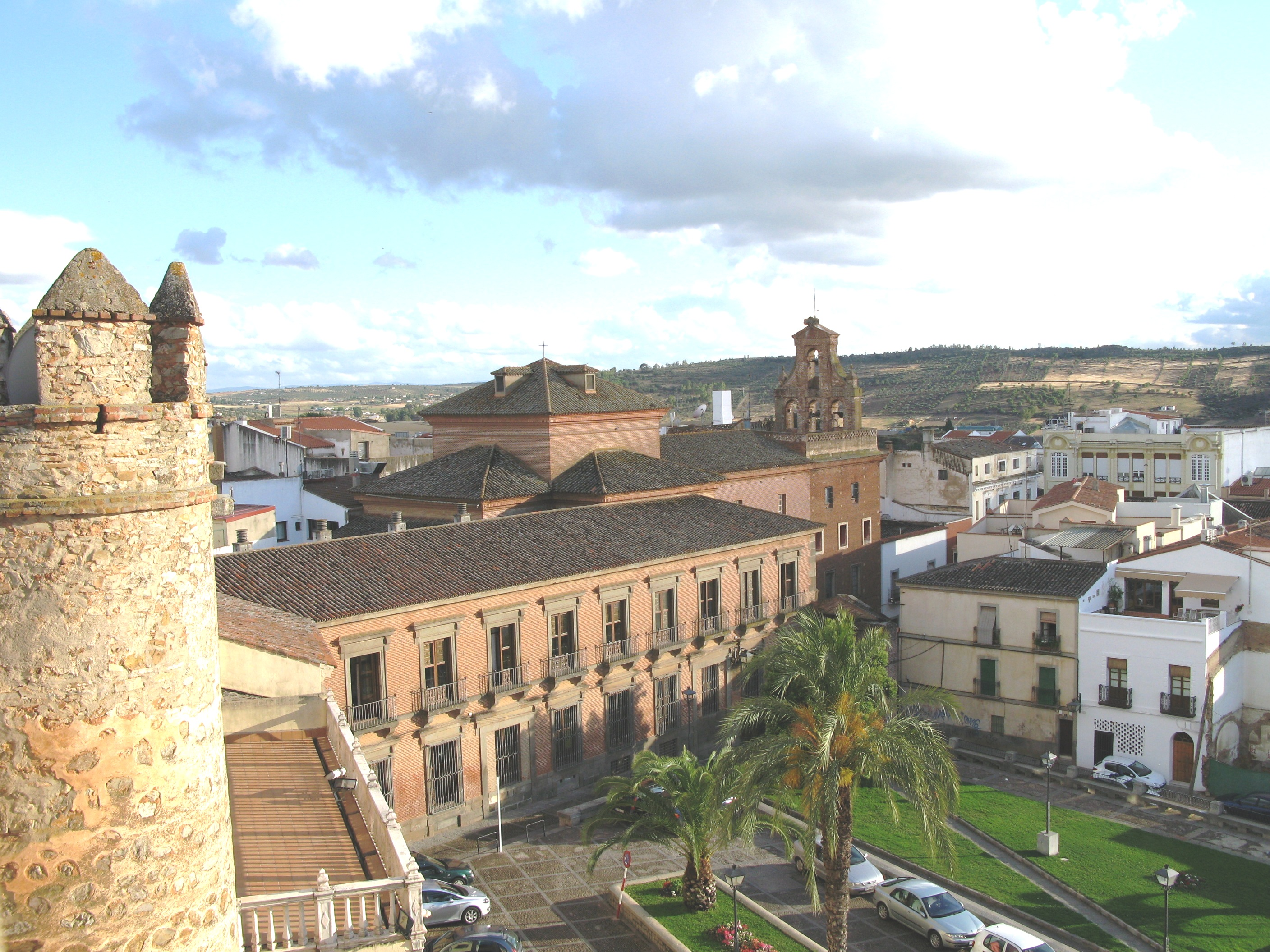
Ampliación del palacio de la casa de Feria en Zafra en la época ducal

Lorenzo IV Suárez de Figueroa y Córdoba (Malinas, 28 de septiembre de 1559-Nápoles, 27 de enero de 1607) hijo y sucesor de Gomes III Suárez de Figueroa y Córdoba, fue II duque de Feria (1571-1606) y I marqués de Villalba, título concedido por Felipe II a los herederos de la Casa de Feria. 

## Biografía
Nació en Malinas (Países Bajos) y fue el único hijo que sobrevivió del I duque, pues su hermano Pedro nacido en Zafra en 1565 murió a los tres meses de vida. Cuando murió su padre, tenía solo doce años y aún no había sido adecuadamente instruido en la carrera de cortesano, cosa de la que se ocupó su madre, Jane Dormer, que le inculcó además su profundo catolicismo, y su tío el obispo de Sigüenza.
El más depravado de toda la línea sucesoria, con fama de galante (el mejor partido del momento para las casaderas) y pendenciero, hasta el punto que fue arrestado por dos veces por orden del Rey. Sirvió a Felipe II y Felipe III como embajador extraordinario en Roma (1591-1592) en tiempos del papa Clemente VIII del que consiguió reliquias e indulgencias, embajador extraordinario en Francia (1593-1595), virrey y capitán general de Cataluña (1596-1602), virrey de Sicilia (1603-1607). Fue mecenas de poetas y humanistas, en especial del poeta Enrique Cook y del humanista Pedro de Valencia.

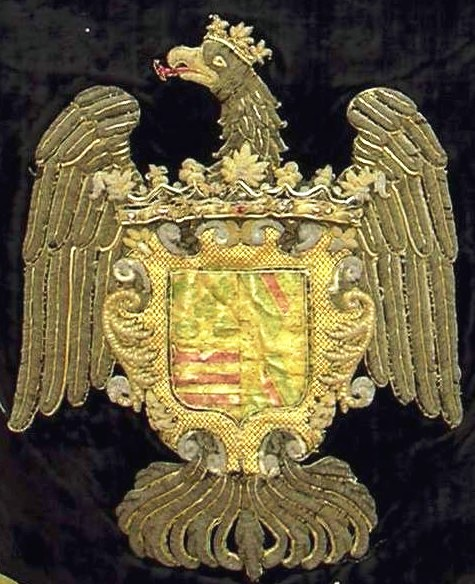
Escudo de armas del II Duque de Feria según el "Terno de las Águilas"

## Matrimonio y descendencia
Casó en primeras nupcias, en 1577, con Isabel de Cárdenas, hija de los marqueses de Elche, que murió al poco de casarse.
En segundas se casó en 1581, con Beatriz Álvarez de Toledo, hija del duque de Alba.
Contrajo un tercer matrimonio, en 1586, con Isabel de Mendoza, hija del duque del Infantado y con la cual tuvo a su heredero Gómez Suárez de Figueroa, en 1587 y le hizo asentar definitivamente la cabeza, lo que le permitió que se dedicara en lo sucesivo a sus importantes tareas políticas, pero sin alcanzar la altura y brillo que alcanzó su padre.

## Muerte
Murió en 1607, tras 17 años de viudez, en la residencia del virrey de Nápoles. Está enterrado en la capilla funeraria o ducal del monasterio de Santa María del Valle de Zafra, capilla que él mismo mandara construir en la primera parte del siglo XVII.
Le sucedió su hijo Gomes IV Suárez de Figueroa y Córdoba.